# Thisted
Thisted je město v Dánsku. Nachází se v jihozápadní části Severojutského ostrova na pobřeží Limfjordu. Má okolo 13 000 obyvatel, je střediskem stejnojmenné komuny v regionu Nordjylland i historického regionu Thy.

## Historie
Název znamená „Týrovo město“. První písemná zmínka pochází z roku 1367, v roce 1500 byl Thisted povýšen na město. Hlavními památkami jsou gotický kostel a mohyla z doby bronzové Langdos. Atrakcí pro návštěvníky jsou historické domy v centru a park Christiansgave s divadelním amfiteátrem. Město je konečnou stanicí železnice Thybanen, převládá zde potravinářský průmysl (pivovar Thisted Bryghus).

## Rodáci
- Hans Thøger Winther (1786–1851), fotograf
- Jens Peter Jacobsen (1847–1885), spisovatel
- Frederikke Thøgersenová (* 1995), fotbalistka

## Partnerská města
- Jõhvi
- Loimaa
- Mosfellsbær
- Skien
- Uddevalla